# Microstylum elongatum
Microstylum elongatum là một loài ruồi trong họ Asilidae. Microstylum elongatum được Bigot miêu tả năm 1879. Loài này phân bố ở vùng nhiệt đới châu Phi.